# آستغادزور
آستغادزور (به ارمنی: Աստղաձոր) یک شهر در ارمنستان است که در استان گغارکونیک واقع شده‌است.  در  کیلومتری شمال گاوار، مرکز استان گغارکونیک واقع شده است.

## خصوصیات
آستغادزور ۳٬۸۲۴ نفر جمعیت دارد و ۲٬۰۲۵ متر بالاتر از سطح دریا واقع شده‌است.  در  کیلومتری شمال گاوار، مرکز استان گغارکونیک واقع شده است.

## جاذبه‌های تاریخی

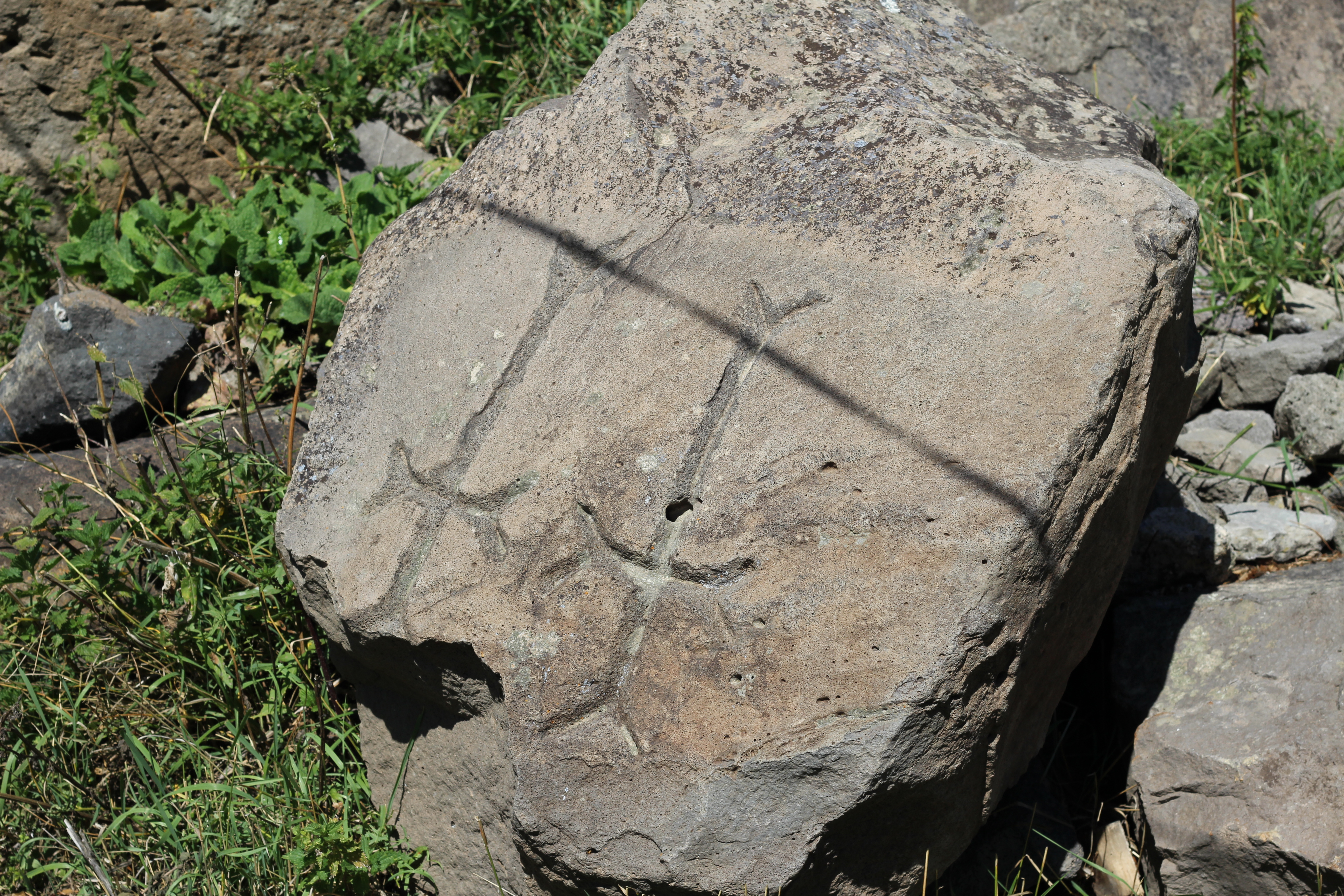
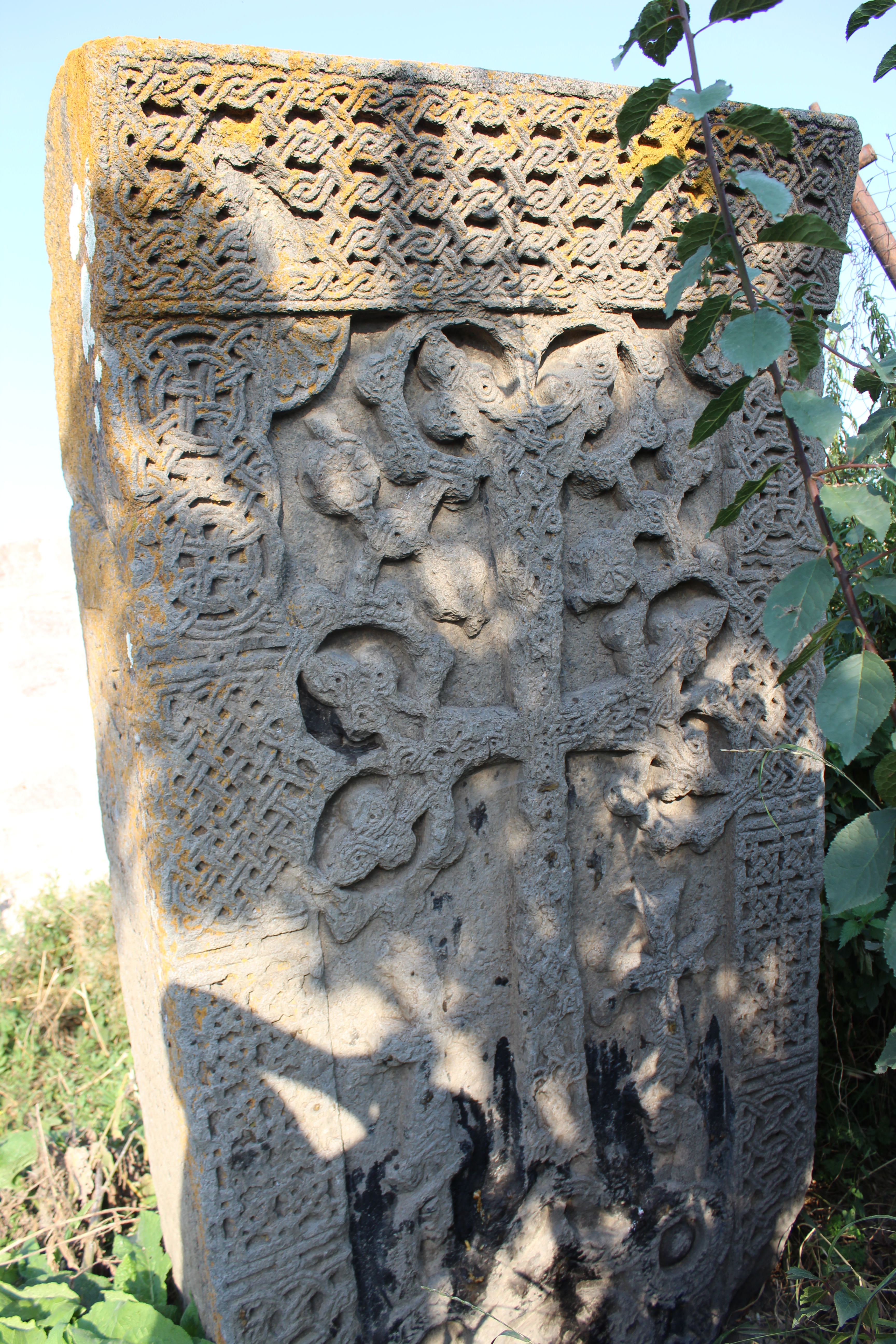
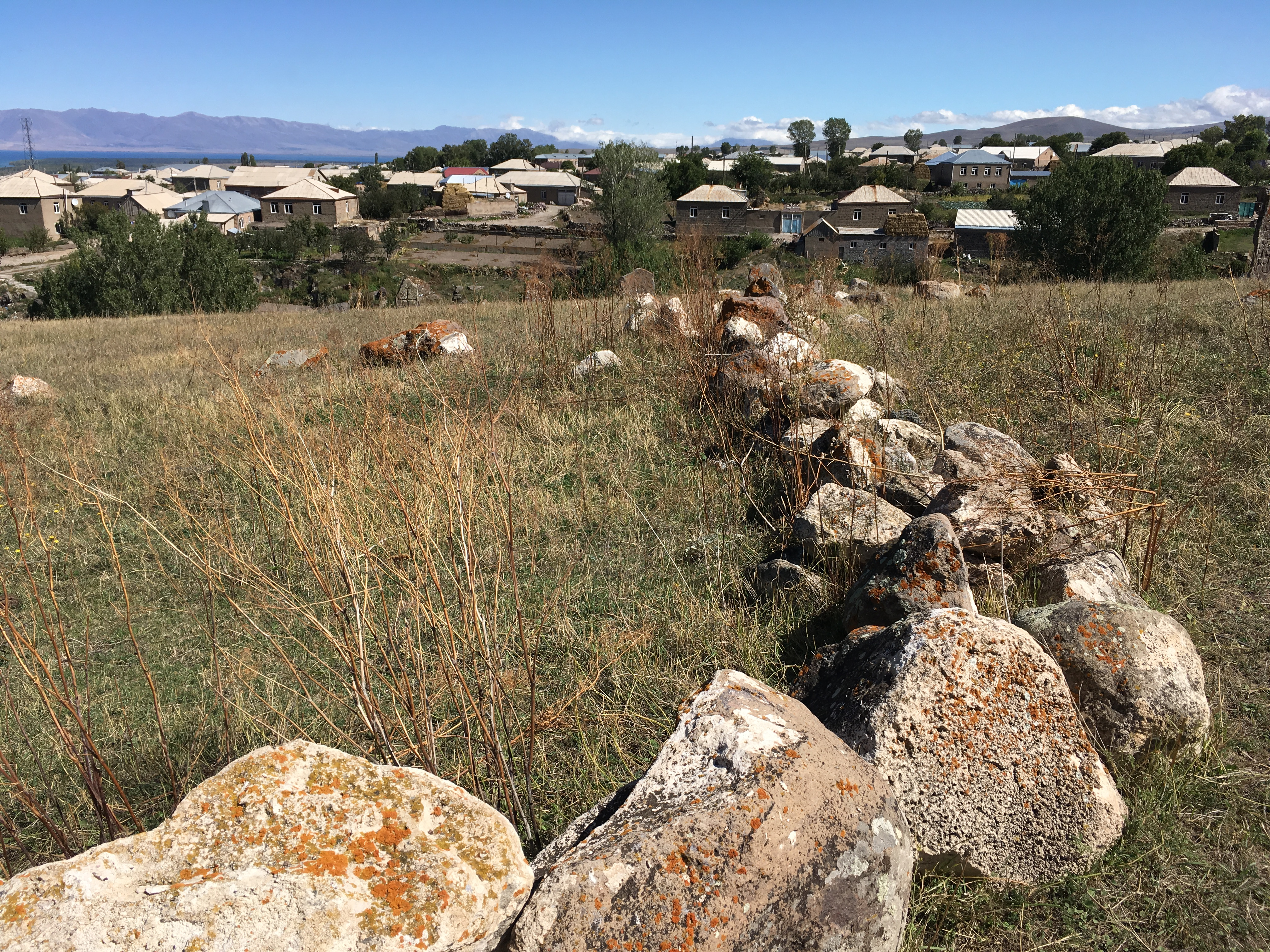
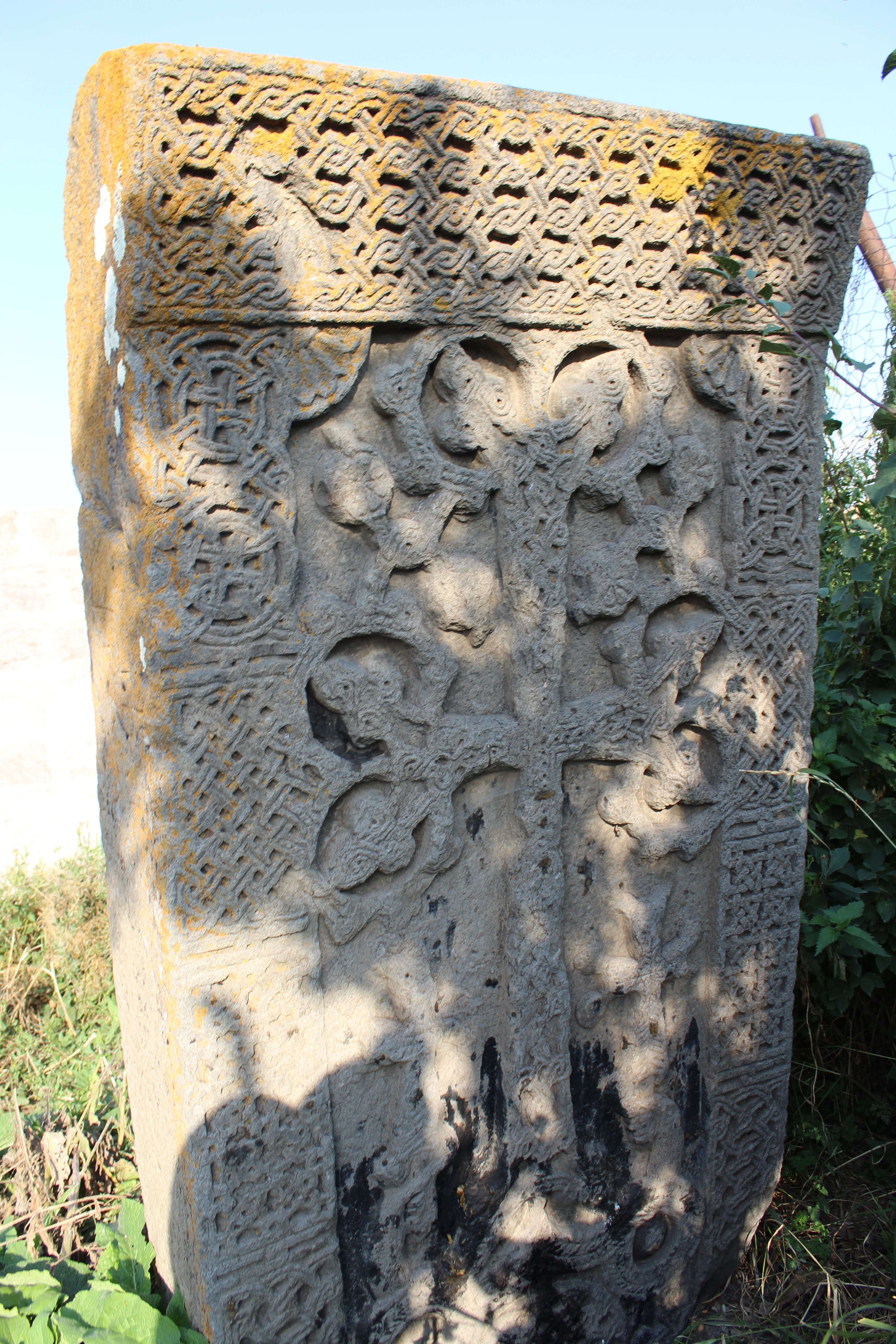
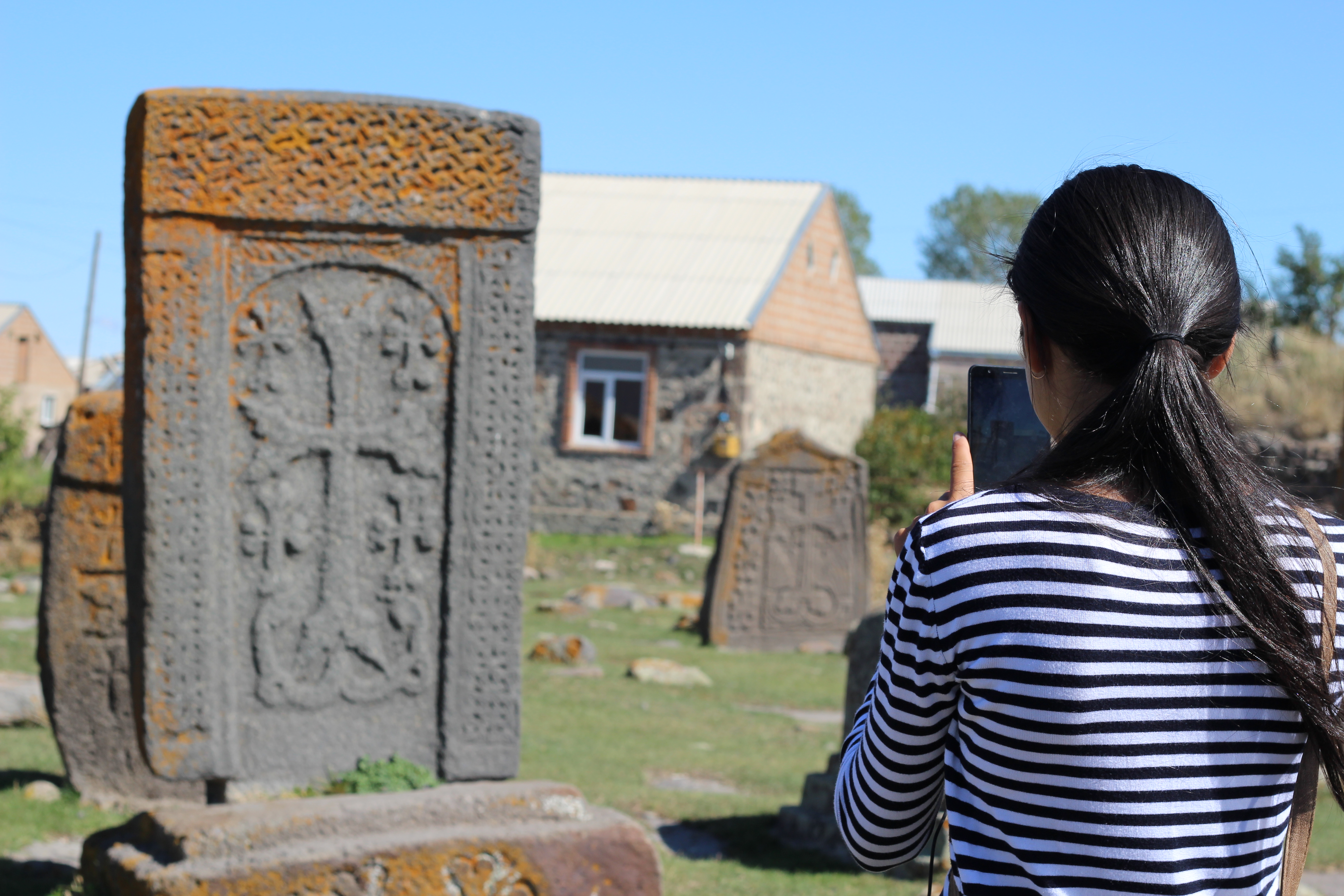
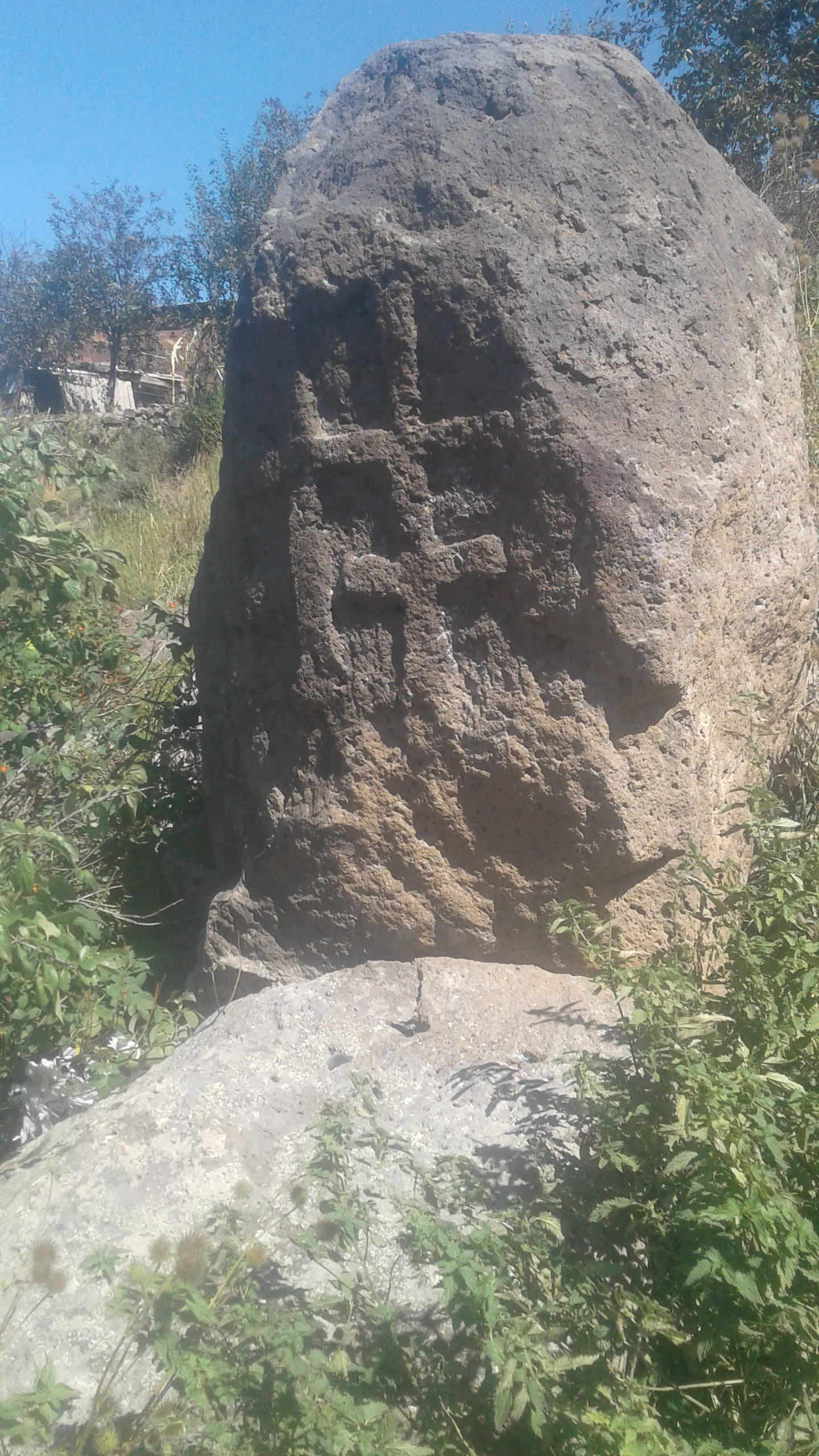
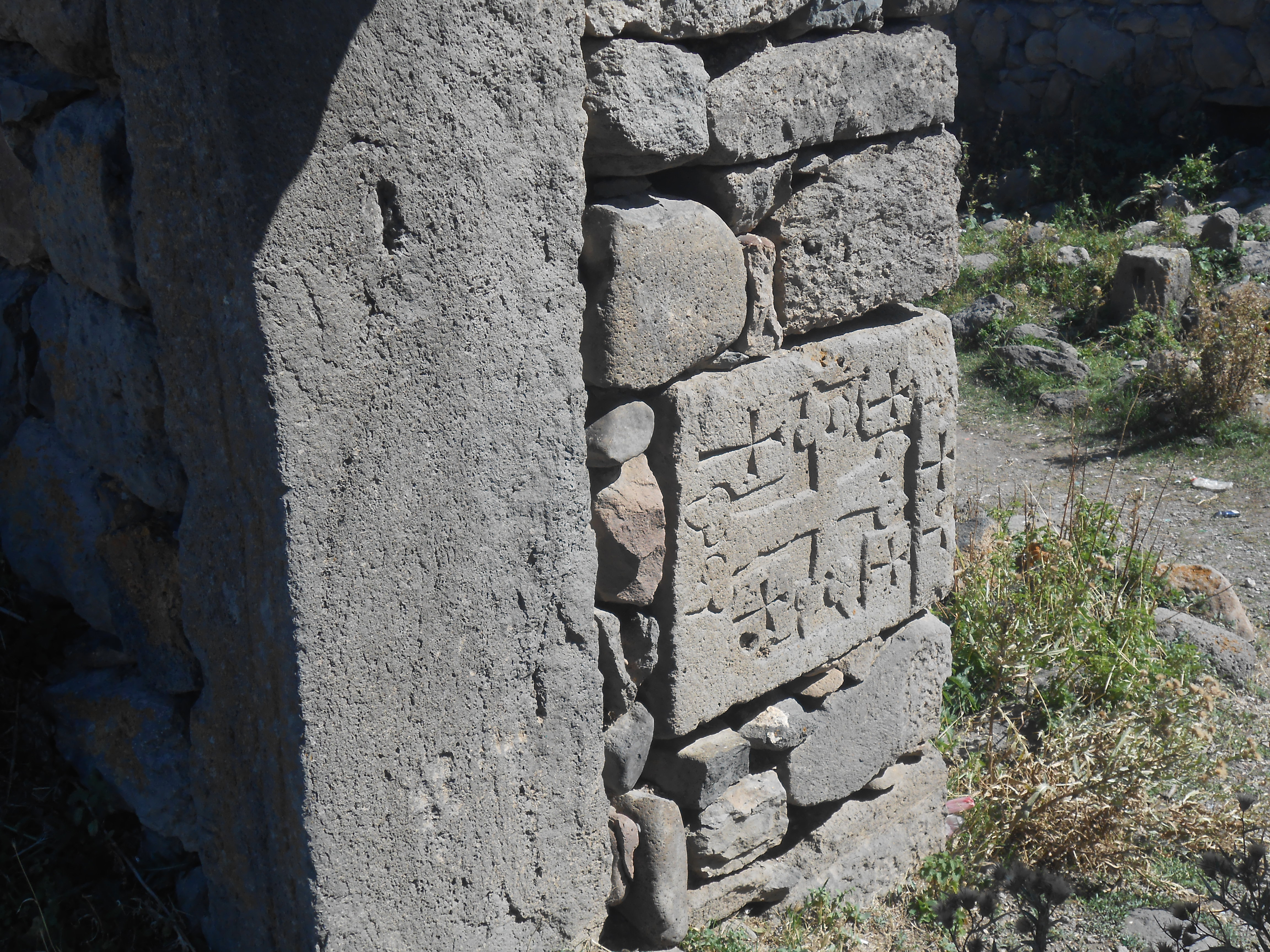
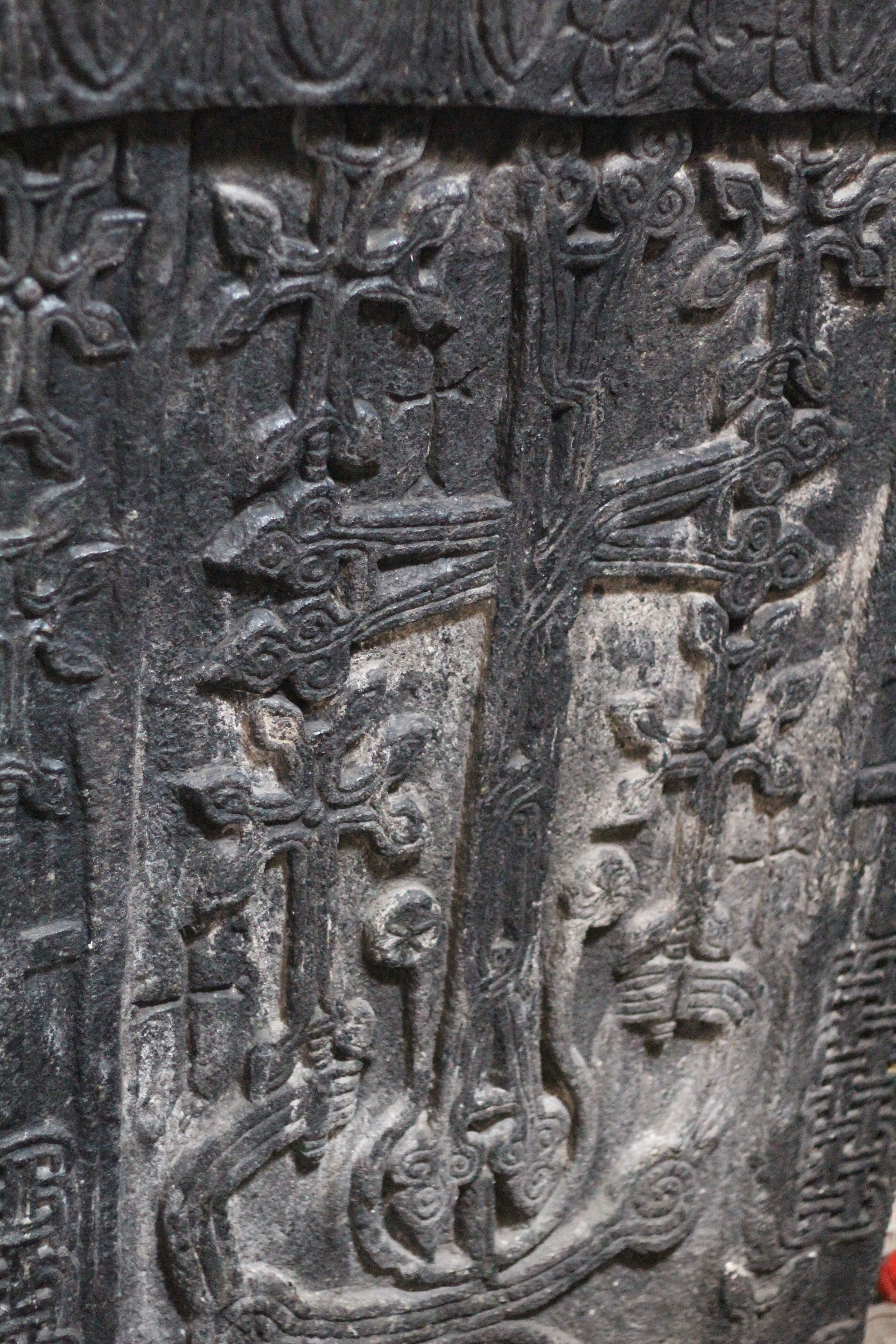
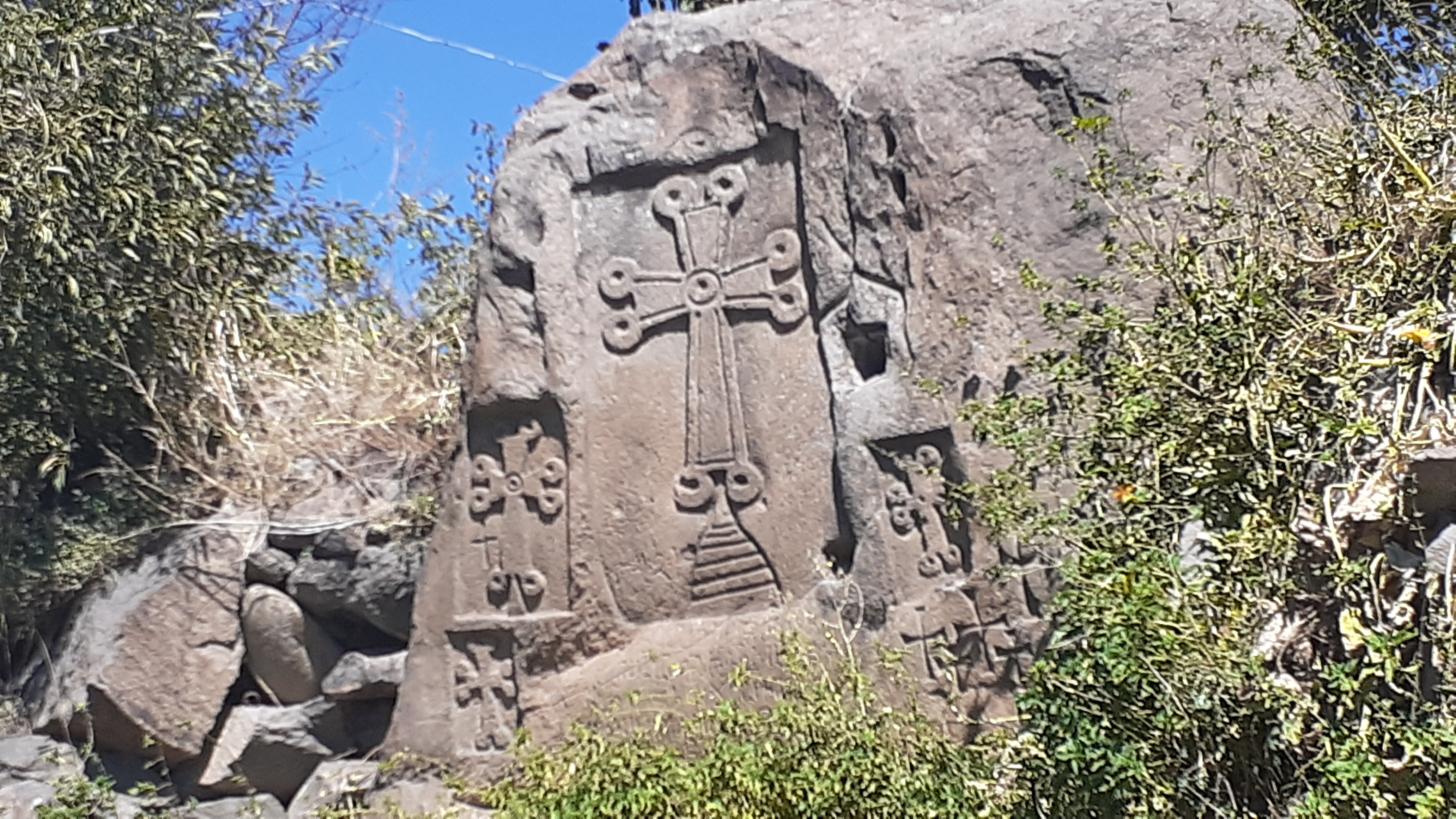